# Gora Ida (Turčija)
Gora Ida (turško Kazdağı, dob. 'Gosja gora' [kazdaɯ], tudi Kaz Dağları, Karataş Tepesi) je gora v severozahodni Turčiji, približno 32 km jugovzhodno od ruševin Troje, ob severni obali zaliva Edremit. Ime gora Ida je starodavno. Leži med provinco Balıkesir in provinco Çanakkale.

## Geografija
Gora Ida je rahlo poseljen gorski masiv s približno 700 km², ki je severno od Edremita. Številne majhne vasi v regiji so povezane s potmi. Odvodnjavanje poteka predvsem na jug, v zaliv Edremit, kjer je obala razgibana in je znana kot "oljčna riviera". Vendar pa reka Karamenderes (starodavni Scamander) teče z druge strani gore Ida proti zahodu. Angleško govoreči so njeno dolino pod Kaz Dağlarıjem imenovali "Dolina Troje". Trenutno je skromnih 2,4 km² gore Ida zaščitenih z narodnim parkom Kaz Dağı, ustanovljenim leta 1993.
Vrh je zaradi izpostavljenosti vetroven in gol z razmeroma nizkim drevjem, toda pobočja te gore, na robu blagih sredozemskih in hladnejših srednjeanatolskih podnebnih pasov, hranijo bogastvo endemične flore, ki se je tu ustalila po ledeni dobi. Podnebje na nižjih nadmorskih višinah je v posekani pokrajini postajalo vse bolj vroče in suho. Sušno obdobje traja od maja do oktobra. Povprečna količina padavin je med 631 in 733 mm na leto. Povprečna letna temperatura je 15,7 stopinje Celzija, dnevne temperature pa so v Edremitu tudi 43,7 stopinje Celzija. Gozdove na zgornjih pobočjih sestavlja večinoma trojanska jelka (Abies nordmanniana subsp. equi-trojani; nekateri botaniki menijo, da je posebna vrsta Abies equi-trojani). Na območju so pogosti jelen, divja svinja in šakal. Nekoč so tu živeli tudi volkovi, risi, rjavi medvedi in velike mačke, zdaj pa so zaradi prelova izginili iz gore.

## Legenda

### Kultni pomen

#### Kibela
V starih časih Grkov je bila gora posvečena čaščenju Kibele. Rimljani so tej boginji dali vzdevek Magna Mater ("Velika mati") ali Magna Mater deorum Idaea ("velika idajska mati bogov").

#### Sibilske knjige
Zdi se, da je najstarejša zbirka sibilskih izrekov, Sibilske knjige, nastala o času Kira v Gergisu na gori Ida; pripisana je bila helespontinski Sibili in je bila ohranjena v Apolonovem templju v Gergisu. Od Gergisa je zbirka prešla v Eritro, kjer je postala znana kot orakelj Eritrejske Sibile. Zdi se, da je bila prav ta zbirka, ki je našla pot v Kume (glej Kumska Sibila) in iz Kume v Rim.

### Mitologija
Gora Ida dolguje velik del svoje slave delu pesnika Homerja, in je postala znana po tem, da je bila omenjena v njegovi epski pesnitvi Iliada. To je prizorišče številnih epizod v starogrškem mitu. Na primer, v Iliadi igra gora Ida bistveno vlogo v življenju Trojancev v mestu Troja. Del vodnega vira Troje je izviral iz rek ob gori Ida, medtem ko mesto uporablja goro tudi za zbiranje lesa. Trojanci so vrhove na gori Ida uporabljali tudi v verske namene, medtem ko je v Iliadi Zevs v pesmi nekaj časa ostal na vrhu pri Gargaru na gori Idi.

#### Idaja
Idaja je bila nimfa, sopotnica rečnega boga Skamandra in mati kralja Teucerja, trojanskega kralja. Reka Scamander je tekla z gore Ida čez ravnino pod mestom Troja in se pridružila Helespontu severno od mesta.

#### Ganimed
Nekoč si je, na gori Ida, Ganimeda, sina Trosa ali morda Laomedona, oba kralja Troje, poželel Zevs, ki se je spustil v podobi orla in ga ugrabil, da je bil služabnik olimpskim bogovom.

#### Hermafrodit
Ovid v Metamorfozah piše, da so Hermafrodita, Hermesovega in Afroditinega otroka, po rojstvu vzeli, da bi ga petnajst let vzgajale Naide z gore Ida.

#### Paris
Na sveti gori so se lovile nimfe, ki so bile hčere-duhovi reke Kebren in ena, Oenone, ki je imela htonične darove preroške vizije in zdravilne moči zeliščne magije, se je poročila s Parisom, ki je živel kot pastir na gori Ida. Ne da bi vsi vedeli, tudi on sam, je bil Paris sin Priama, kralja Troje. Bil je tam na gori Ida, kjer je v izgnanstvu doživljal rustikalno izobrazbo številnih junakov grške mitologije, saj je bil ob njegovem rojstvu napovedan njegov katastrofalen prihodnji učinek na Trojo, Priam pa ga je dal izpostaviti na svetih pobočjih. Ko se je dobri pastir, ki mu je bil zaupan dojenček, vrnil, da bi pokopal izpostavljenega otroka, je ugotovil, da ga je dojila medvedka (totemska žival arhaične boginje Artemide) in otroka odnesel domov, da bi ga vzgojila njegova žena.
Ko je boginja Erida ("razdor") vrgla Jabolko razdora, napisano »za najlepšo«, v Pelejevo poročno slavje s Tetido, so se tri velike boginje odpravile na goro Ida, da bi jih ocenili. Ob svetem izviru na pobočju gore, v Parisovi sodbi ga je odrasel mladenič Paris podelil Afroditi, ki mu je Heleno ponudila za podkupnino, s čimer si je prislužila večno sovraštvo diskreditiranih boginj Here in Atene do trojanske stvari (Bibliotheca 3.12.5).

#### Anhiz
Anhiz, oče Eneja, prav tako iz trojanske kraljeve hiše, je pasel ovce na gori Ida, ko ga je zapeljala Afrodita. Njuna zveza je privedla do rojstva Eneja, mitološkega prednika rimske  Julijsko-klavdijske rodbine in ustanovitelja Rima.

#### Trojanska vojna
Gora je prizorišče več mitskih dogodkov v Homerjevih delih. Na njenem vrhu so se zbrali olimpski bogovi, da bi opazovali potek epskega boja. Toda gora je bila sveto mesto boginje in Herine moči so se tako povečale na gori Ida, da je lahko zmotila Zevsa s svojimi zapeljevanjem, ravno toliko, da je dovolila, da je Pozejdon posredoval v imenu Argivcev, da bi pregnal Hektorja in Trojanci so se vrnili z ladij.
Med trojansko vojno je v epizodi, ki je bila zapisana v Epitome četrte knjige Biblioteke, Ahil z nekaterimi ahajskimi poglavarji opustošil podeželje in se prebil na Ido, da bi ukradelEnejevo živino. Toda Enej je pobegnil in Ahil je pobil pastirje in Mestorja, Priamovega sina, ter odgnal sveto kravo (Epitome 3.32). Ahil se na kratko sklicuje na ta dogodek, ko se pripravlja na dvoboj z Enejem med obleganjem Troje. (Iliada XX)
Po trojanski vojni se je edini preživeli Priamov sin Helen umaknil na goro Ida, kjer je bil presenečen in postal Neoptolemov ujetnik. V Eneidi padajoča zvezda pade na goro kot odgovor na Anhizovo molitev Jupitru.

## Zgodovina

### Bronasta doba
V bronasti dobi je bilo območje okoli gorskega kompleksa nekoliko razgibano etnografsko. Obstajajo dokazi za naslednja ljudstva z razumno stopnjo verjetnosti:
Tjeker v Ayvacıku v provinci Çanakkale, ki so ga Grki imenovali Teucri. Verjetno so bili s Krete in najverjetneje izvirajo iz imena gora Ida, ki so ga prevzeli iz gore Ida na Kreti.

### Železna doba
V zgodovinskih časih je Kserksov pohod vodil mimo gore Ide (Herodot VII:42).

## Okoljski protesti 2019
Julija 2019 so lokalni prebivalci v bližini vasi Kirazlı začeli protestirati proti rudarskim dejavnostim kanadskega podjetja Alamos Gold, ki je na tem območju posekalo na tisoče dreves in uporabljalo cianid za pridobivanje zlata. Protestniki so 26. julija začeli Water and Conscience Watch. 5. avgusta je nato potekalo »Veliko srečanje vode in vesti«, med katerim so protestniki vstopili na rudarsko območje in simbolično zasadili drevesa pred novinarji. Ogorčenje na družbenih omrežjih so povzročile tudi slike očiščenega drevja. Umetnik Zülfü Livaneli je Unescu napisal odprto pismo, v katerem protestira zaradi uničenja naravnega okolja na tem območju.